# Hypoestes nummularifolia
Hypoestes nummularifolia är en akantusväxtart som beskrevs av John Gilbert Baker. Hypoestes nummularifolia ingår i släktet Hypoestes och familjen akantusväxter. Inga underarter finns listade i Catalogue of Life.